# 羅教

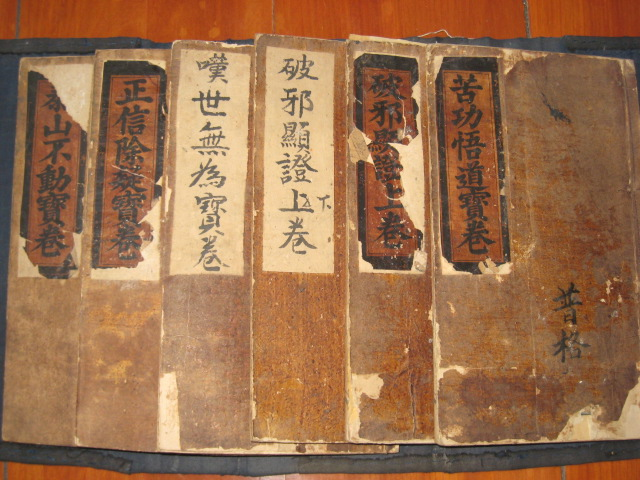
羅教的「五部六冊」

羅教，又稱無為教、大乘教，中國明清兩代流行的民間宗教，明代中期由軍人羅清創立，以《苦功悟道卷》等「五部六冊」為主要經書，主張尋求人心本性的覺悟，反對外在的宗教儀式或造像，適合在家修行，信眾以運河水手為主要基礎，會堂遍佈大江南北，各自為政，信徒誦經、茹素，作風平和。在民間，羅清被稱為「羅祖」，地位崇高。羅教也常被民眾視為佛教的一支，信徒眾多，分成多個派系，往往與白蓮教並稱，在山東一度威脅正統佛教的地位，在清代多次受官府取締，被指斥為邪教，支派流衍成長生教、青蓮教、真空教、齋教、一貫道等多個教派。

## 創立
羅教由山東嶗山下的即墨縣人羅清創立。羅清出身軍戶:668，是漕運運糧軍人:136，曾在北京西北方的密雲衛服兵役，皈依佛教，退伍後苦求佛理13載，於1482年悟道，1509年67歲時終於著書闡釋佛法:117、115，得到宦官的援助:661，在漕運船民中傳教，也得到大寧和蘭風等僧人支持。相傳羅清一度在浙江傳教:136、138，共佈教18年。其後大寧在江西傳佈羅教，弟子甚多，盛行各地；蘭風自稱已經達到覺悟的境界，晚年住在蘇州天池山傳道:668、675-676。

## 經書及教義

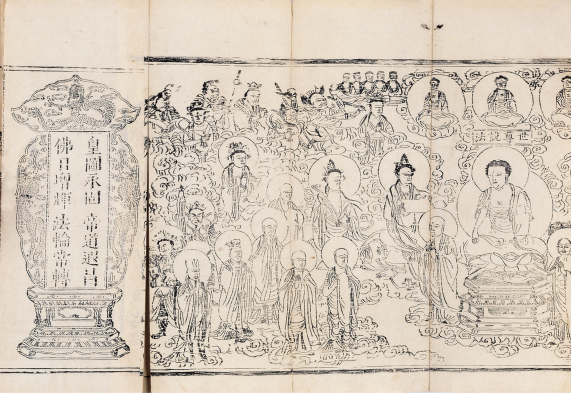
羅祖寶卷書影

羅教主要經典是羅祖所寫的五部書，稱五部六冊，題為寶卷:135，於1509年刊印，多處引用《金剛科儀》:115，充斥《金剛經》和《華嚴經》的詞語，瀰漫著空論意識。當中沒有無生老母，較少涉及道教名詞，也不太著重救主彌勒佛 :136。五部經書名目如下：
1. 《苦功悟道卷》：羅清的精神自傳，自述曾拜見明師，請教如何修行，念佛多年，明白「彼國」只是幻想，研究《金剛科儀》3年，亦未能參透，最後終於覺悟，達到天人合一的境界，找到脫離輪迴的方法[3]:117、120-121、124；人人心中都有悟道的能力[5]:131。
2. 《嘆世無為卷》：指出佛創造並主宰世間萬物，感嘆生命轉瞬即逝，哀嘆人生的苦難[5]:132，告誡有罪者終將受到懲罰，呼籲人們悔過，承諾信教者將獲永恒的救贖。即使在世間行善，最多只得輪迴善道、投生顯貴，但仍然是沉淪。勸人齋戒，遵行儀軌，但不應依照世俗的儀式，最重要是個人的覺悟[3]:130-131。
3. 《破邪卷》二冊：全名《破邪顯証鑰匙卷》，經中譴責念佛、受戒、禪定、造像、布施、苦行和出家等一般佛教修行，這些修行都是「外相」，不如精神上的覺悟。[3]:139、137[5]:132
4. 《正信寶卷》：全名《正信除疑無修証自在寶卷》，駁斥佛教一般的儀軌和布施，強調正信和齋戒，引入新神祇「無極聖祖」，無極聖祖創造萬物，可能是指「過去佛」。經文批評參拜佛像是執著色相，也批判道教和白蓮教的修行方式[3]:142-144。唯有靠頓悟的工夫，才能達到「空」這種絕對自由的境界[5]:132。
5. 《泰山寶卷》：全名《巍巍不動泰山深根結果寶卷》，指出人性及其本來面目是萬物之源，是最深層次的自我，永劫長存，真性先於萬事萬物而存在，批評世人缺乏信仰、哄師欺祖、毀謗佛法[3]:147-149；天地的本源是虛空的，修心才能上通本源[5]:133。

從《苦功悟道卷》可知，在羅教教義中，其中一個最重要的概念是虛空，羅教宣稱虛空是天地萬物的本原和一切眾生的自性。
羅教致力於單純虔敬，行善積德，教義綜合禪宗與淨土宗，強調淨土即人心中的佛性。他批評對經典和偶像等外在物品的崇拜:135-136，將禪宗通俗化，強調人心是一切的根源，等同於虛空，即萬事萬物的自性。一切眾生都有佛性，唯一目標是尋求佛性而獲得覺悟。他抨擊一般的禮拜方式，認為那是「有為法」，專注於外在、表象的東西，他則主張向內探求，方法是無為，故教派又稱無為教:115。羅清批評白蓮教:661，也不提及白蓮教崇拜的無生老母:131。羅教為不識字的一切眾生，提供最簡明扼要的成佛方法，開闢修道的新路徑，不必避入寺廟潛修，而適合在家居士修行:98、118，讓一般人不用拘泥於佛教戒律，在家修行也可以頓悟，並得到信佛的好處:95-96，可說是臨濟禪的民間版，沒有邪教元素:661-662。
羅教後人繼續寫造經書，重要的有1639年「明空祖師」所作《佛說三皇初分天地嘆世寶卷》:674、1682年的《三祖行腳因由寶卷》3卷、清末《四世行腳覺性寶卷》:150-151。19世紀初有個漕運水手方榮生撰寫了六本書，宣揚般若波羅蜜，共130冊，但被官府沒收，沒有流傳:24。《三祖行腳因由寶卷》記述羅祖與七位番僧論道，提倡九種思維，一不念經、二不供佛、三不燒香、四不獻花、五不揚旛、六不做佛事、七沒有經堂、八不動響器，九不點燈燭，基本上是要以參考空為名認識佛性。羅教強調與官方的親善關係，《三祖行腳因由寶卷》講述羅清在君王面前展現神通，進而受封，獲頒御製龍牌和五部經文:95。

## 歷史

### 明代
羅祖之後無為教開枝散葉，羅祖子孫與弟子們分成多個派系:674。從嘉靖到萬曆年間，羅教迅速發展，以運河水手為基礎:138，以南直隸（今江蘇省、安徽省）、浙江為主要根據地，結社信徒眾多，大肆招攬民眾，信徒包括徽商程氏一族:676。配置在漕運沿路的鎮守太監，多半是羅教信徒:255。羅祖被畫成佛像，受到崇拜:135，神化為救國民族英雄，拯救中國對抗西藏番僧的陰謀，免受外敵入侵。羅清以後，羅教另一祖師是殷祖殷繼南（1531-1582）:150。殷繼南在浙江傳教:47，原籍浙江處州，得處州當地教派領袖盧本師確認為羅清轉世，受盧本師轉拜為師，奠定殷祖地位。他創作供信徒修練的口訣歌，如〈直指口訣歌〉、〈懇切嘆世歌〉等，任命東南各地28位「化師」，道號多以「普」字命名:96。他秉持羅清思想外，也採納了部份白蓮教的神話，包括無生老母和彌勒佛的論述:150。殷繼南曾被收監六年，出獄後仍繼續傳教，幾個月間，在縉雲度化3700餘人，因傳道活動過度盛大，再次被捕，被公家收斬，一說死於獄中。死後女弟子處州人瓊孃（普福化師）繼承法脈:96-97。
士大夫和僧人對羅教態度不一。明代後期，羅教信徒為五部六冊寫了不少評注，包括臨濟宗第26代傳人蘭風，撰有《開心法要》，1596年，臨濟宗第27代傳人源靜再加補充:338-339，他們自稱臨濟宗的嫡裔，又身為民間宗教領袖，得到僧尼的協助:676，信徒包括少室山的僧人:672。晚明的許多佛教徒認同羅教是佛教的一個派別，並非外道，部份官員敬重羅祖，如朱之蕃、周如砥，把羅教等同佛教，亦有士大夫加以信奉:98、105、108、111。羅教在羅清家鄉山東勢力強大，威脅到佛教寺院的地位，高僧密藏道開和雲棲蓮池都批評羅教:204。萬曆年間起，官員攻擊「白蓮、無為」，把羅教當作白蓮教的一支:662、687，主張取締。1585年、1586年、1587年、1603年、1615年都有大臣上奏主張鎮壓無為教:147，1606年，無為教徒劉天緒在鳳陽有意舉事，自稱「無為教主」，說「皇極佛」將出世，聚眾講經說法，向教民募款，企圖劫掠官府，其信眾包括官兵，因教民自首而敗露被捕:697-698。南京是羅教的一個中心，1618年南京的衙門下令取締羅教及其經書。但崇禎年間，南京居士仍注釋了五部六冊，善信繼續捐款刊印羅教寶卷:137-138、147。
明末羅教另一祖師是姚祖姚文宇（1578-1646），自稱是殷繼南祖師轉世，在浙江武義縣開堂傳教，道法大行，他整合浙西山區與福建的幾個教派，包括殷繼南傳人普福領導的教派:98，以「禮、義、廉、恥、孝、悌、忠、信」為分支教區命名，所任命的化師分布浙江、福建、江西，最遠達湖南，自己則遊走於江南，與地方官員親善:99，推動修橋整路等慈善互助活動，吸引百姓以追求功德而加入，成為江南實力最雄厚的民間教派。:103-104。姚文宇法名普善，教派號稱龍華會和老官齋:140，「龍華」是彌勒佛所召的第三次末劫大會，「老官」則是羅教徒互相問候的敬稱:150，是首領之意:693。姚祖信徒和傳人不論男女，都以「普」字為行，奉姚祖為「天上彌勒」、「無極聖祖」:141。

### 清代
清代羅教結社在閩浙、兩江等地最興盛，其中慶雲和永嘉是羅教聖地:677，並由福建傳到台灣，沿長江傳入四川:721-722，四川亦有支派。18世紀，羅教發展達到頂峰:143、138，羅教信徒在各處建立齋堂，結社名稱各異，在福建稱龍華會和老官齋，在江西稱大成教和三乘教，在安徽稱三乘會，也有稱金童教、觀音教、大乘門，都奉祀羅祖，也有齋堂掛上「天地君親師」等牌位讓信徒膜拜:677-678。清代前期，翁岩、錢堅、潘清三祖把羅教傳遍大運河流域的士兵與水手中:2，三祖負責監造糧船，督理濬河修場工程，廣收徒弟，輾轉相授。羅教成為華東華南運河、河流沿岸地區最流行的教派，各地建立庵堂，供漕運水手在冬季留宿。庵堂裏有長居者看守庵產，進行禮拜，親自耕作維生。來自華北的運糧水手每年來到江南，無處住宿，就投向庵堂、經堂，在當中接受羅教，居住期間，每日支付飯食銀4分:135、138，等待來年春、夏運糧北上:127；庵堂亦為年老無依的水手提供退休棲息之地。有水手成為羅教教首，如雍正時的李道人、劉把式:140。羅祖和翁、錢、潘三祖則被編入慧能以下曹溪禪臨濟宗的系譜中:253。
羅教信徒不限漕運水手，也有城市工匠和農民，在家素食、修行，有羅清的五部經及其他多種經書。乾隆時江蘇的羅教首領有僧人性海:140。清朝對異端、邪教大力鎮壓:714，羅教多次被檢舉，官府取締:677。雍正帝於1727至1729年發動打擊羅教行動，頒佈禁教條款，整頓大運河一帶的漕運水手，掃蕩福建、江西一帶的齋堂:109-110。1727年，清朝在浙江飭禁羅教，毀去經像，但保留庵堂讓水手住宿:138。1729年，江西巡撫謝旻檢舉了191名羅教徒，其中有佛教僧侶68人:676。1734年官府在江西查禁羅教，搜出過千本經書:25。1748年，福建有一個無為教女巫，法名普少，說彌勒佛要降世，為使入獄教首獲釋，教唆教徒攻城，戰鬥兩天，兵敗，事後當地禁止老官齋:142、131。1768年江蘇羅教亦遭檢舉，蘇州查出經堂11處:677。同年浙江巡撫覺羅永德查明當地經堂有70多處，把庵堂改為「公所」:138-139，浙江羅教大受打擊，因而衰落:28，部份羅清子孫至此亦不復傳教:720。
清代姚文宇子孫繼續在浙江和福建傳教:677，子弟多兼習儒學入仕，姚文宇兒子姚鐸曾為弟子員，並參與平定三藩之亂，子孫皆享有功名，故當地羅教領袖不少為貢生、監生 :106-107。教主到達齋堂後，當地信徒燒香念經，奉上供養，教主則替信徒取法名，接受香資供養，回贈以染色的熟乾糯米，讓信徒磨粉加以服用:108。信徒請他們命名的，要給銀三錢三分，以供香火:141。受清朝鎮壓羅教所連累，一些姚氏族人受官府嚴懲，但教派活動未被剷除，道光時，有姚氏子弟出售蓋有圖章的敕令符咒，作為輾轉傳教的憑據:115。19世紀時，羅教已遍佈中國大部份地區，與白蓮教的教派名稱和教義有合流現象:144、131。晚清時，浙江無為教道人潘三多（1826-？）重申羅祖無為的教義，不念經不立像，受奉為四祖:151-152。

## 分支
羅教影響了明代後期華北的弘陽教，弘陽教同樣反對誦經念佛，呼籲人們悔改，並把羅清當作弘陽教祖師之一:158-159。清代羅教衍生多個教派，其中一個支流是無為金丹道，又稱青蓮教，雍正年間在江西創立，再演變為先天道，流傳到華南及東南亞:25。清代先天道把羅清當作第三劫的救世主，取代彌勒佛的位置:146。流行於江蘇、浙江的長生教，也是羅教支流:678。同治年間，贛南的廖帝聘創立真空教，屬羅教支流，其經書大部份都引自羅祖的五部六冊，廖帝聘曾因被指邪教而兩度下獄。真空教在民國時成為慈善團體，並傳佈到東南亞華人社會:176。青幫亦源自羅教，來自漕運水手中的羅教組織:55，青幫三祖翁祖、錢祖和潘祖都是羅教弟子，青幫也和一些羅教齋堂一樣，拜祭「天地君親師」牌位:677。

## 組織
羅教沒有全國統一的組織，結社分佈各地，雖奉祀同一創祖羅清，但各自為政，沒有共同行動:679，領袖是世俗和世襲的，羅清的子孫亦世襲為教主，清代雍正年間，教主是羅清第八代孫羅道:135、140。羅教經堂以創立者的姓氏命名，在清代浙江，教首的法名以「普」字為行，如普善、普祿、普瑞等。各經堂分立教門，首先效忠本門祖師，教權由師父傳給其挑選的弟子，與佛教寺院相似:138、140。羅教信徒在會堂活動，名稱不一，如齋堂、經堂、庵堂，在廈門則叫菜堂。管理齋堂的，叫「菜頭」，負責祭祀儀式。為了躲避官府取締，會堂有時要隱藏地點:678-679。庵堂平日僅一二人看守，透過看守相聯繫。福建的老官齋，每月朔望，入會男女各持香燭，到齋堂念經聚會:138、141。師父會向弟子講解經卷，教徒抄寫經書，一同吃齋，甚至到患病信徒家誦經驅災。會眾會籌集錢財，修建屋宇，造像印經:50、28、41。1768年，清代官府禁毀庵堂後，水手把會堂轉移到糧船上，稱「老堂船」或「香火船」:128，竪有羅祖像的旗幟，同樣分立教門，演變成不同的幫派:4。
清代浙江姚氏一系羅教組織傾向家族化，教主稱「相公」，按例皆由姚氏族長自姚文宇後人選出，到處旅行傳道，每年到浙江、福建、江西等地齋堂主持活動。「相公」所處齋堂就是祖堂，故祖堂不只一處:108。羅教信徒按修行和貢獻分不同階級。浙江龍華會中有三層「工夫」：第一層工夫叫小乘，念28字偈語；第二層工夫叫大乘，念108字偈語；最高層叫上乘，沒有偈語，只要打坐。學每層工夫都要向老祖堂送香資:140。福建的羅教，教徒按修行程度分為9個階段，最高指導者叫「空空」，第二位「太空」，第三位「清虛」，第四位「書記」，第五位「大引」，第六位「小引」，第七位「三乘」，第八位「大乘」，第九位「小乘」。第八、九位授予初信者，第七位是入教後透過誦經達到某程度的功德而獲得的；第五位是授予能給予結社金錢和精神援助，且能守五戒，足以為模楷的信徒；書記擔任記錄、文書的工作，由「空空」任命。從「小乘」到「書記」都可娶妻，是有俗世職業的在家信徒，上三位的「空空」、「太空」和「清虛」則獨身，多半由僧人出任，是專任佈教師:678。

## 地位
羅教是明清時最重要的民間宗教之一，與白蓮教平分秋色，但沒有像白蓮教一樣動員群眾:679，甚少暴力起義，明清兩代各有一宗:132。羅祖經書地位崇高，為明清其他教派採用和改寫。1564年佛教徒「金山子」撰寫《圓覺寶卷》，倣效羅清五部六冊的形式，但內容上則批評羅清打破偶像，不分尊卑:153-155。1573年，北京比丘尼歸圓也撰寫了「五部六卷」寶卷，模倣羅清的五部六冊，多次引用羅祖經書並提到無為道。大約同期的《安養寶卷》大量借用羅清的術語和概念:168、157。萬曆年間，華北的弘陽教稱羅祖是「枬檀老祖轉世」，修成正果，勸化世人，其經書多處引用羅教經書，把羅祖視為弘陽教自己的祖師之一:159。民間有女巫採用羅祖的經書為禱文:147。
羅教被批評為異端邪教。晚明時，羅教威脅正統佛教的地位，受佛教高僧批評為邪教。明末四大高僧之一的雲棲蓮池，批評羅清所說的「無為」，其實是廢棄各種德行，違背了萬行即空的道理，心中放不下利害關係，標榜無為而圖有為，是假道學的邪教，正統佛教徒應加以攻擊。密藏道開則批評羅教經書貪婪淫惡，危害人心，不應留存於世，為害更甚於白蓮教:675-676。羅教因受到宦官的援助，也被東林黨及復社指摘為異端:253。晚明官員認為羅祖等教名，是已遭鎮壓的白蓮教徒改用，其實都是左道，理應禁止:263。清代官府指出羅教並無不法情事，但亦指斥為邪教:139-140。

## 延伸閱讀
- 徐小躍. .  (PDF). 台北: 中華佛學研究所. 2002: 57–63  [2014-10-05]. ISBN 9579807035. （原始内容存档 (PDF)于2021-02-11） （中文（繁體））.
- 徐小躍. . 中華文史網. 2005-10-08  [2014-10-03]. （原始内容存档于2021-04-19） （中文（简体））.
- 孔祥濤. . 《清史研究》. 2002, 3: 59–69  [2019-10-10]. （原始内容存档于2021-01-11） （中文（简体））.
- 明嘉靖版《五部六冊》合校